# Constantin Daicoviciu, Caraș-Severin
Constantin Daicoviciu là một xã thuộc hạt Caraș-Severin, România. Dân số thời điểm năm 2002 là 1957 người.